# Altstätten
Altstätten – miasto i gmina we wschodniej Szwajcarii, w kantonie St. Gallen, w okręgu Rheintal.

## Demografia
W Altstätten mieszka 12 046 osób. W 2021 roku 29,4% populacji gminy stanowiły osoby urodzone poza Szwajcarią. 

## Osoby

### urodzone w Altstätten
- Marc Benz – kierowca wyścigowy
- Myriam Casanova, tenisistka

## Transport
Przez teren miasta przebiegają autostrada A13 oraz drogi główne nr 13 i nr 448. 
W latach 1875–1973 w Altstätten jeździły tramwaje.